# 红海军群岛
红海军群岛是俄羅斯的群島，屬於北地群島的一部分，由7個島嶼組成，位於布爾什維克島以東33公里的喀拉海，行政方面由克拉斯諾亞爾斯克邊疆區負責管轄，最高點海拔高度39米，島上無人居住。